# 過硫酸類
過硫酸類(かりゅうさんるい) とは、ペルオキソ基をもつ硫酸の誘導体のことである。以下の化合物のことを指す。
- ペルオキソ一硫酸 (H2SO5)
- ペルオキソ二硫酸 (H2S2O8)

## 法令
過硫酸類の遊離酸および塩は消防法の規定により保存および移動については危険物3類・酸化性固体の規制を受ける。